# Papirusowa Przełączka
Papirusowa Przełączka (słow. Papirusova štrbina, niem. Papirusscharte, węg. Papiruszcsorba) – wybitna przełęcz w grani głównej Tatr Wysokich, w ich słowackiej części, między masywem Papirusowych Turni (dokładniej Wielką Papirusową Turnią) na południowym zachodzie a Czarnym Szczytem na północnym wschodzie.
Od strony południowo-zachodniej pod turnią znajduje się Barania Kotlina – górne piętro Doliny Dzikiej. W jej kierunku z przełęczy opada stromy i długi komin zwany Papirusowym Kominem, oddzielający od siebie ściany Czarnego Szczytu i Papirusowych Turni. Ma on ujście w rejonie Papirusowej Drabiny – długiego ukośnego zachodu przecinającego urwiska Papirusowych Turni. Do Czarnego Bańdziocha w Dolinie Czarnej Jaworowej opada z Papirusowej Przełączki natomiast Mały Szymkowy Żleb.
Dla taterników przełęcz stanowi dostęp do Czarnego Szczytu. Wejście od strony Doliny Czarnej Jaworowej jest łatwe, natomiast droga od południa Papirusowym Kominem – efektowna i trudna (III w skali UIAA). Inne, prostsze drogi prowadzą na Papirusową Przełączkę od strony Przełęczy Stolarczyka z obejściem Papirusowych Turni oraz z Czarnego Przechodu i Wyżniego Czarnego Karbu przez Mały Szymkowy Żleb.
Czasami Papirusowa Przełączka jest nazywana Wielką Papirusową Przełączką.

## Historia
Pierwsze wejścia:
- letnie: Alfred Martin i przewodnik Johann Franz (senior), 16 lipca 1907 r.,
- zimowe: Adam Karpiński i Konstanty Narkiewicz-Jodko, 4 kwietnia 1928 r.[1]

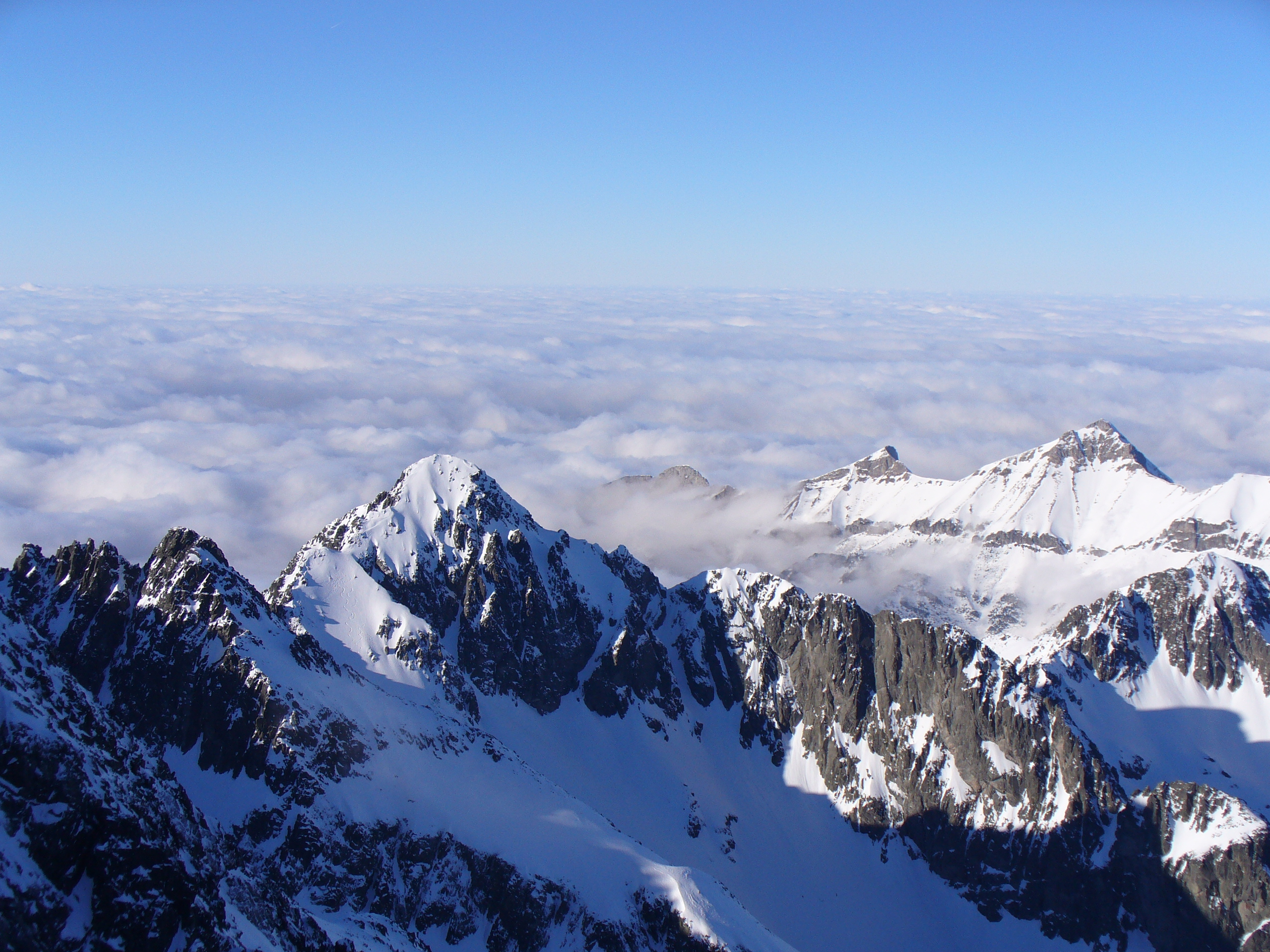
Papirusowa Przełączka widoczna między Czarnym Szczytem a Papirusowymi Turniami